# Ion Manolescu (scriitor)
Ion Manolescu (15 aprilie 1968 în București) este un prozator, eseist și profesor universitar. Este fiul criticului literar Florin Manolescu. În prezent este conferențiar la Departamentul de Studii Literare din cadrul Universității din București. A fost redactor la revista „Vineri“, supliment cultural al revistei „Dilema“.

## Biografie
A absolvit în 1991 Facultatea de Litere a Universității din București. Este doctor în filologie al aceleiași universități din 2001. În perioada studenției a frecventat cenaclul „Junimea“ al Universității din București, condus de criticul Ovid S. Crohmălniceanu. A condus cenaclul Clubul Literar în cadrul aceleiași facultăți. 

## Debut editorial
A debutat în anul 1992 cu proză în volumul colectiv Ficțiuni. 

## Volume publicate
- Ficțiuni, antologie a cenaclului "Clubul Literar", 1992,
- Întîmplări din orășelul nostru, povestiri, 1993,
- Literatura memorialistică, Editura Humanitas, București, 1996
- Bildungsromanul postmodern „Alexandru , Editura Univers, București, 1998
- În căutarea comunismului pierdut (în colaborare cu Paul Cernat, Angelo Mitchievici și Ioan Stanomir, Editura Paralela 45, 2001), Explorări în comunismul românesc, ed. II., Editura Polirom, Iași, 2003
- O lume dispărută. Patru istorii personale urmate de un dialog cu Horia Roman Patapievici, ed. Polirom, 2004
- Noțiuni pentru studiul textualității virtuale, Editura Ars Docendi, București, 2002
- Videologia. O teorie tehno-culturală a imaginii globale, Editura Polirom, Iași, 2003
- Derapaj, roman, Editura Polirom, Iași, 2006
- Benzile desenate și canonul postmodern, Editura Cartea Românească, București, 2011 (Premiul Salonului Internațional al Benzii Desenate, acordat de Asociația Bedefililor din România și Alliance Française, Constanța, pentru volumul autorului și "pentru contribuția sa deosebită la promovarea benzii desenate în România")
- Cui i-e frică de computer ? (în colaborare, volum coordonat de Liviu Papadima), București, 2013

## Prezențe în antologii
Povestirea „Paraphernalia“ din volumul „Întîmplări din orășelul nostru“, tradusă în limba engleză de Georgiana Fârnoagă și Sharon King, este inclusă în volumul „The Phantom Church and Other Stories from Romania“ (University of Pittsburg Press, Pittsburg, 1996).
7 secvențe din România / 7 Szenen aus Rumaenien, traduse în limba germană de Daria Hainz, în volumul "Grenzverkehr III, Aufbruch - wohin" (Klagenfurt, Viena, 2012).

## Afilieri
Este membru al Asociației Scriitorilor Profesioniști din România, ASPRO.